# Ізолінія
Ізолі́нії (рос. изолинии, англ. isolines, isometric lines, нім. Isolinien f pl, Isorithmen f pl, Aquipotentiallinien f pl) — лінії на картах, планах, проєкціях або інших графіках, які з'єднують точки з однаковим значенням будь-якої величини. Ізолінії використовуються для зображення на картах або маркшейдерсько-геологічних графічних документах ліній з однаковими значеннями абсолютних висот (ізогіпси), температур порід (ізотерми), магнітних схилень (ізогони), атмосферного тиску (ізобари), глибин і потужності покладу, вмісту в гірських породах хімічних елементів, сполук або мінералів, геоморфологічних та геофізичних величин тощо.

## Історія
Ідея ліній, які з’єднують точки однакового значення параметрів, була перевідкрита кілька разів. Найдавніша із відомих ізобат (контурна лінія постійної глибини) знайдена на карті річки Спарне (проівнція Північна Голландія, Нідерланди), датованій 1584 роком, поблизу Гарлема, зробленій голландцем Пітером Бруїнсом. У 1701 році англійський геофізик Едмонд Галлей використовував такі лінії (ізогони) на карті магнітних змін.  Голландський інженер Ніколас Крукіус намалював русло річки Мерведе лініями однакової глибини (ізобати) з інтервалами в 1 сажень у 1727 році, а французький географ Філіп Бюаш використав їх з інтервалами в 10 сажнів на карті Ла-Маншу, підготовленій у 1737 році і опублікованій в 1752 році. Такі лінії були використані для опису поверхні суші (контурні лінії) на карті герцогства Модени і Реджо Доменіко Ванделлі в 1746 році, і вони були теоретично досліджені Дукарла в 1771 році, і Чарльз Гаттон використовував їх в експерименті Шигалліона. У 1791 році на карті Франції інженера та географа Ж. Л. Дюпена-Тріеля були використані контурні лінії з 20-метровими інтервалами, штрихові штрихи, точки висоти та вертикальний розріз. У 1801 році начальник французького інженерного корпусу барон Гаксо використовував контурні лінії у більшому масштабі 1:500 на плані своїх проектів Рокка-д'Анфо, що зараз знаходиться на півночі Італії, за часів Наполеона.
Приблизно до 1843 року, коли національна картографічна агенція Великої Британії Ordnance Survey почала регулярно записувати контурні лінії у Великій Британії та Ірландії, вони вже широко використовувалися в європейських країнах. Ізобати не використовувалися регулярно на морських картах до  1834 - 1838 років. 
У міру того, як різні способи використання техніки були винайдені незалежно, картографи почали визнавати спільну тему та обговорювали, як загалом назвати ці «лінії рівної цінності». Слово ізограма (від давньогрецького ἴσος (isos) «рівний» і γράμμα (gramma) «написання, малюнок») було запропоновано Френсісом Ґалтоном у 1889 році для ліній, що вказують на рівність певного фізичного стану чи кількості . До 1944 року американський географ Джон К. Райт (1891–1969) все ще віддавав перевагу ізограмі, але вона так і не набула широкого використання. На початку 20 століття термін ізоплета (πλῆθος, plethos, «кількість») використовувався до 1911 року в Сполучених Штатах, тоді як термін ізарифм (ἀριθμός, arithmos, «число») став поширеним у Європі. Також з’явилися додаткові альтернативи, включаючи грецько-англійську гібридну ізолінію та ізометричну лінію (μέτρον, metron, «міра»). Незважаючи на спроби вибрати єдиний стандарт, усі ці альтернативи збереглися до теперішнього часу.
Коли карти з контурними лініями стали поширеними, ідея поширилася на інші програми. Можливо, останньою розробкою є контурні карти якості повітря та шумового забруднення, які вперше з’явилися в Сполучених Штатах приблизно в 1970 році, в основному в результаті національного законодавства, яке вимагає просторового окреслення цих параметрів.

## Різновиди ізоліній
Найпоширеніші ізолінії: ізобари, ізобати, ізогаліни, ізогієти, ізогіпси, ізогони, ізодинами, ізосейсти, ізотерми.
- ізобата — лінія глибин океану, моря, озера;
- ізобронта — лінія однакової кількості днів із грозою;
- ізогама — лінія однакової величини напруженості сили тяжіння.
- ізохазма — лінія повторюваності полярних сяйв;
- ізотерма — лінія однакових температур води чи повітря;
- ізогаліни — лінії однакової солоності води. Лінія (чи поверхня), яка з'єднує точки з однаковим вмістом солей в підземних водах чи поверхневих водних об'єктах;
- ізопікни — лінії однакової густини води; лінії однакових значень густини речовини
- ізогони — лінії з однаковим магнітним схиленням;
- Ізоволи — лінії однакового вмісту летких речовин у вугіллі.
- ізобара — лінії однакових атмосферних тисків;
- ізокліни — лінії рівних магнітних нахилень;
- ізоплети — лінії однакових значень довільної метеорологічної, чи океанологіної, величини (зазвичай на графіку);
- ізостери — лінії однакових питомих об'ємів на діаграмах морських гідрологічних розрізів;
- ізогієти — лінії, які на карті з'єднують точки з однаковими показниками атмосферних опадів;
- ізоанемони — ізолінії середньорічної швидкості вітру;
- ізоаномали — лінії, які з'єднують на гравіметричних картах точки з рівними значеннями аномалій прискорення сили тяжіння;
- ізовмісти — лінії, що з'єднують точки з однаковими величинами вмісту того чи іншого компонента корисної копалини;
- ізоглибини — лінії, які з'єднують точки з однаковими глибинами залягання корисних копалин;
- ізоградієнти — лінії, які з'єднують точки з однаковими градієнтами поверхні;
- ізокореляти — лінії, які з'єднують точки з однаковими величинами коефіцієнта кореляції;
- ізорахії — ізолінії висоти морських припливів;
- ізорезистиви — лінії однакових електричних опорів гірських порід при електророзвідці методом опорів.
- гідроізотерми — лінії однакових температур підземних вод у водоносному горизонті або комплексі

Сукупність ізоліній дає наочне уявлення про розподіл досліджуваної величини на поверхні, в горизонтальній чи вертикальній площині.

## Приклади

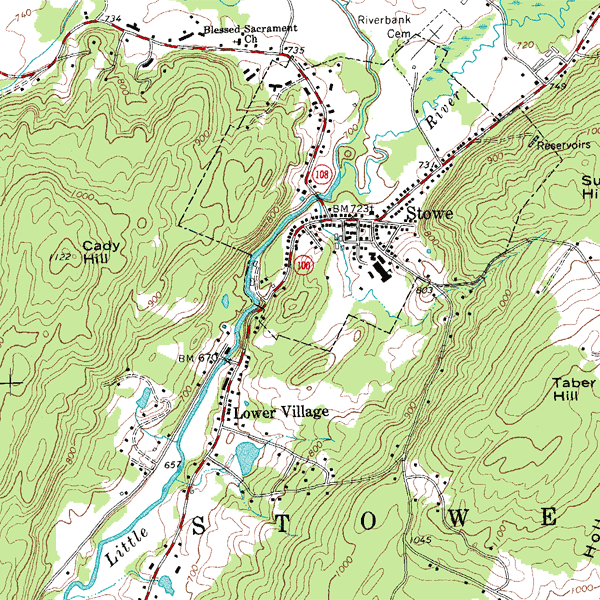
Ізолінії на топографічній мапі у цьому випадку показують рельєф

Розподіл освітленості на площині може бути представлений ізолініями освітленості (лініями ізолюкс). Для отримання ізолюкс сполучають точки з однаковою освітленістю.
Відстань між ізолініями вибирається так, щоб найбільш точно відобразити розподіл освітленості. В зонах з нерівномірним розподілом ізолінії будуються частіше, в зонах з рівномірним — рідше.